# 熊本県道195号和仁山鹿線
熊本県道195号和仁山鹿線（くまもとけんどう195ごう わにやまがせん）は、熊本県玉名郡和水町から山鹿市に至る一般県道である。

## 概要
平山温泉付近に大型車の通行が困難な隘路区間がある。

### 路線データ
- 起点：熊本県玉名郡和水町西吉地（熊本県道・福岡県道4号玉名八女線交点、熊本県道194号和仁菊水線起点）
- 終点：熊本県山鹿市石（国道443号交点）

## 地理

### 通過する自治体
- 玉名郡和水町
- 山鹿市

### 交差する道路
| 交差する道路                                            | 市町村名 | 市町村名 | 交差する場所 | 交差する場所 |
| ------------------------------------------------------- | -------- | -------- | ------------ | ------------ |
| 熊本県道・福岡県道4号玉名八女線 熊本県道194号和仁菊水線 | 玉名郡   | 和水町   | 西吉地       | 起点         |
| 熊本県道・福岡県道6号玉名立花線                         | 玉名郡   | 和水町   | 板楠         |              |
| 国道443号                                               | 山鹿市   | 山鹿市   | 石           | 終点         |

### 沿線
- 和水町三加和総合支所
- 平山温泉
- 山鹿市立平小城小学校